# マリア・デ・ルルデス・ピンタシルゴ
マリア・デ・ルルデス・ピンタシルゴ（ポルトガル語: Maria de Lurdes Ruivo da Silva de Matos Pintasilgo、1930年1月18日 - 2004年7月10日）は、ポルトガルの政治家。同国初の女性首相となった。カトリック左派。ユネスコ大使を務めた後に首相となった。1987年から2年間欧州議会議長であった。